# ピーター・クーパー
ピーター・クーパー（Peter Cooper、1791年2月12日 - 1883年4月4日）は、アメリカ合衆国の実業家、発明家、慈善家で、アメリカ合衆国大統領候補者となったこともある人物である。彼はアメリカ合衆国において初めての蒸気機関車を設計、製造し、ニューヨークのマンハッタンに科学技術発展のためのクーパー・ユニオンを設立した。

## 若年期
ピーター・クーパーはニューヨークにおいて、オランダ人、イングランド人、ユグノーなどを先祖に持つ家系に生まれた。ニューヨーク州ニューバーグ出身のメソジストの帽子職人であったジョン・クーパーの5人目の子であった。馬車用の車両職人の徒弟、家具職人、帽子職人、ビール醸造業者、雑貨店員などとして働き、何でも屋をしているときに、布を切断する機械や、あるいはデウィット・クリントンが承認して建設されたエリー運河において船を牽引するために使おうと考えたエンドレスの鎖などを開発し、それを売ろうと試みたが、結局売ることはできなかった。
1821年にクーパーは、近くの屠畜場で生の材料を調達できるキップス湾のサンフィッシュポンドに面する場所に2,000ドルで糊の製造工場を購入し、それを長年にわたって成功裏に運営し、糊、セメント、ゼラチン、アイシングラスといったものの新しい製造法を開発して、2年以内に10,000ドルの利益を生み出した。そして町で1番の皮革のなめし業者、塗料の製造業者、衣類の販売業者となった。彼の工場からの排水が結果的に池をひどく汚染してしまったため、1839年に池を排水し埋め立てなければならなくなった。

## 事業家としての経歴

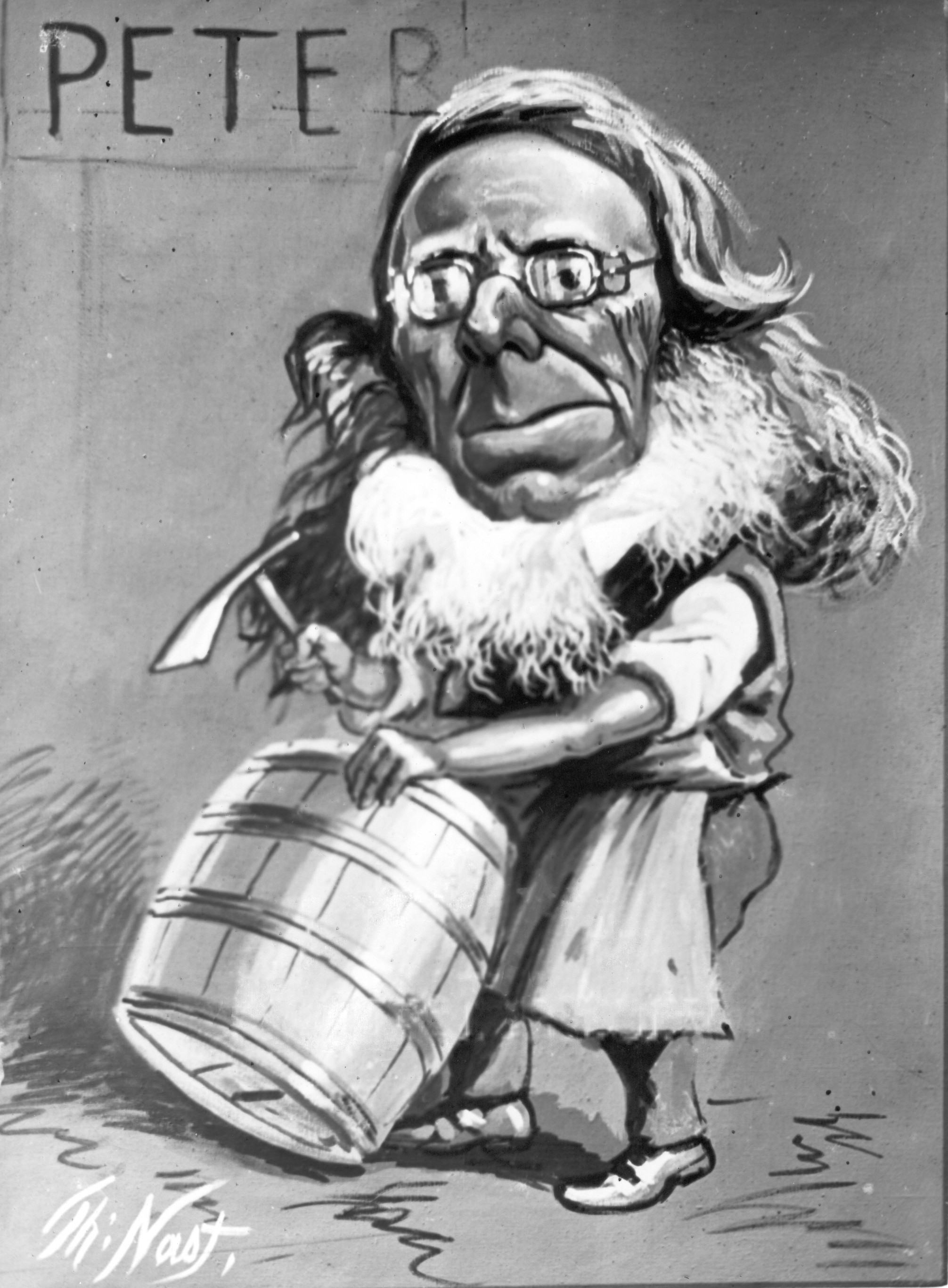
トーマス・ナストが描いたピーター・クーパーの漫画

提案されていたボルチモア・アンド・オハイオ鉄道によりメリーランド州の地価が上がると説得され、クーパーは1828年に事業の利益を使ってそこに3000エーカー（約12平方キロメートル）の土地を購入した。そしてそこの開発を始め、湿地を排水し、丘をならしていくうちに、その土地に鉄鉱石を発見した。彼の鉄鉱石から鉄のレールを生産し、当然にボルチモア・アンド・オハイオ鉄道がそれを買うことを見越して、彼はボルチモアにキャントン製鉄所を設立し、鉄道が技術上の問題に直面した際には、1830年にマスケット銃の銃身や彼がニューヨークにいたころにいじりまわしていた小規模な蒸気機関など様々な古い部品を組み合わせてトム・サムという蒸気機関車を彼らのために組み立てた。この機関車は満足のいく成功を収め、投資家がボルチモア・アンド・オハイオ鉄道の株を買うのを促し、これにより会社はクーパーの生産するレールを買えるようになって、クーパーは一財産を築いた。
クーパーは1836年からニューヨークで鉄の圧延工場を運転開始し、そこで無煙炭を使って攪拌精錬法を初めて成功させた。クーパーは後に、工場が必要とする原材料の供給源により近い、デラウェア川沿いのニュージャージー州トレントンに工場を移転させた。彼の息子であるエドワード・クーパーと、義理の息子であるエイブラム・ヒューイットは後に、このトレントン工場を2,000人を雇う巨大複合工場へと拡大し、原材料から完成品までの一貫製鉄を行った。
クーパーは自分の発明について、ゼラチンの製造に関するものなど多くの特許を所有しており、またその生産に関する標準を開発した。ゼラチンの製造特許は後に咳止めシロップの製造業者に売却され、その業者が包装済みの形態を開発し、その妻が現在に残るジェローという名前を付けた。
クーパーは後に不動産と保険に投資し、ニューヨークでも屈指の裕福な人間となった。これにもかかわらず、彼は富が富を生み出す状態となっていた年齢でも、比較的質素な生活をしていた。彼は質素で地味な服を着て、家の使用人も2人に限定していた。妻が高価で精緻な馬車を購入した際には、彼はこれを返品してより穏やかで安いものに取り換えた。クーパーは、ニューヨーク・アンド・ハーレム鉄道が操車場を自宅のすぐ前に開設して家畜車を止めるようになっても、パーク街28丁目の自宅に留まっていた。ただし、1850年により上品なグラマシー・パークの近くに引っ越している。
1854年にクーパーは、グラマシー・パークにあるサイラス・フィールドの家でニューヨーク・ニューファンドランド・アンド・ロンドン電信会社を設立しようと集まった5人のうちの1人となり、1855年には、後に競合者を買収してアメリカ合衆国内に拡大する電信網に対する広範な支配権を大西洋岸からメキシコ湾岸にかけて実現するアメリカン・テレグラフの設立にも参加し、この会社は後に合併によりウエスタンユニオンの一部となった。彼は1858年に最初の大西洋横断電信ケーブルを敷設する監督を行った。

## 政治的な見解と経歴

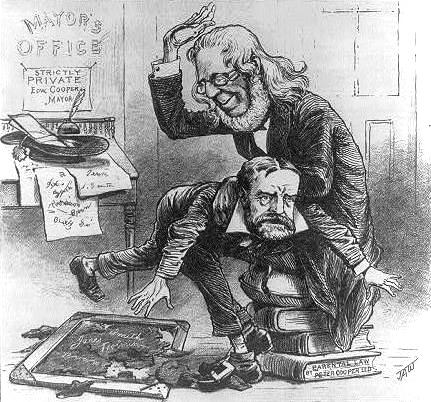
1879年の雑誌パックに掲載された、クーパーが彼の息子でニューヨーク市長のエドワード・クーパーの尻を叩いている絵

1840年にクーパーは、ニューヨークの市会議員となった。
南北戦争以前、クーパーは奴隷制度廃止運動に熱心であり、キリスト教の考え方を適用することで社会問題を解決しようと推進していた。南北戦争においては北軍の強い支持者であり、また政府が紙幣を発行することに賛同していた。
リディア・マリア・チャイルドの著作に影響されて、クーパーはインディアン改革運動に関わるようになり、個人的に資金を出して合衆国インディアン委員会を設立した。ウィリアム・ドッジやヘンリー・ビーチャーなども参加したこの組織は、アメリカ合衆国におけるインディアンの保護と地位向上、そして西部における紛争を防ぐことを目的としていた。
クーパーの働きにより、ユリシーズ・グラント大統領の和平政策を監督するインディアン調停者委員会が設立された。1870年から1875年の間、クーパーはワシントンD.C.やニューヨーク、その他東部の都市にインディアンが代表者を派遣する費用を提供していた。こうした代表者たちは、インディアンの権利の支持者と面会し、公衆に対して合衆国のインディアン政策に関する演説を行った。演説したのはレッド・クラウド、リトル・レイブン、アルフレッド・ミーチャム、マドック族、クラマス族の代表らであった。
クーパーは、金本位制と債務に基づく通貨制度を熱心に批判した。1873年から1878年にかけての景気後退では、彼は高利貸しこそがこんにちの政治的な最大の問題であると述べている。彼は、信用に基づいて政府が発行する紙幣を強く支持した。1883年に彼の公共問題に関する演説や手紙、記事などはIdea for a Science of Good Governmentという本にまとめられた。

### 大統領候補
クーパーは1876年アメリカ合衆国大統領選挙にグリーンバック党から、当選の見込みはないものの、出馬するように勧められた。彼と一緒に選挙に出た副大統領候補者はサミュエル・ケイリーであった。大統領選挙活動には25,000ドル以上の費用が掛かった。クーパーは当時85歳で、政党が合衆国大統領選挙に指名した人物としては史上最高齢である。選挙は共和党のラザフォード・ヘイズの勝利となった。またクーパーは、当選しなかった他の候補者、民主党のサミュエル・ティルデンにも票で負けている。

### 政治家一家

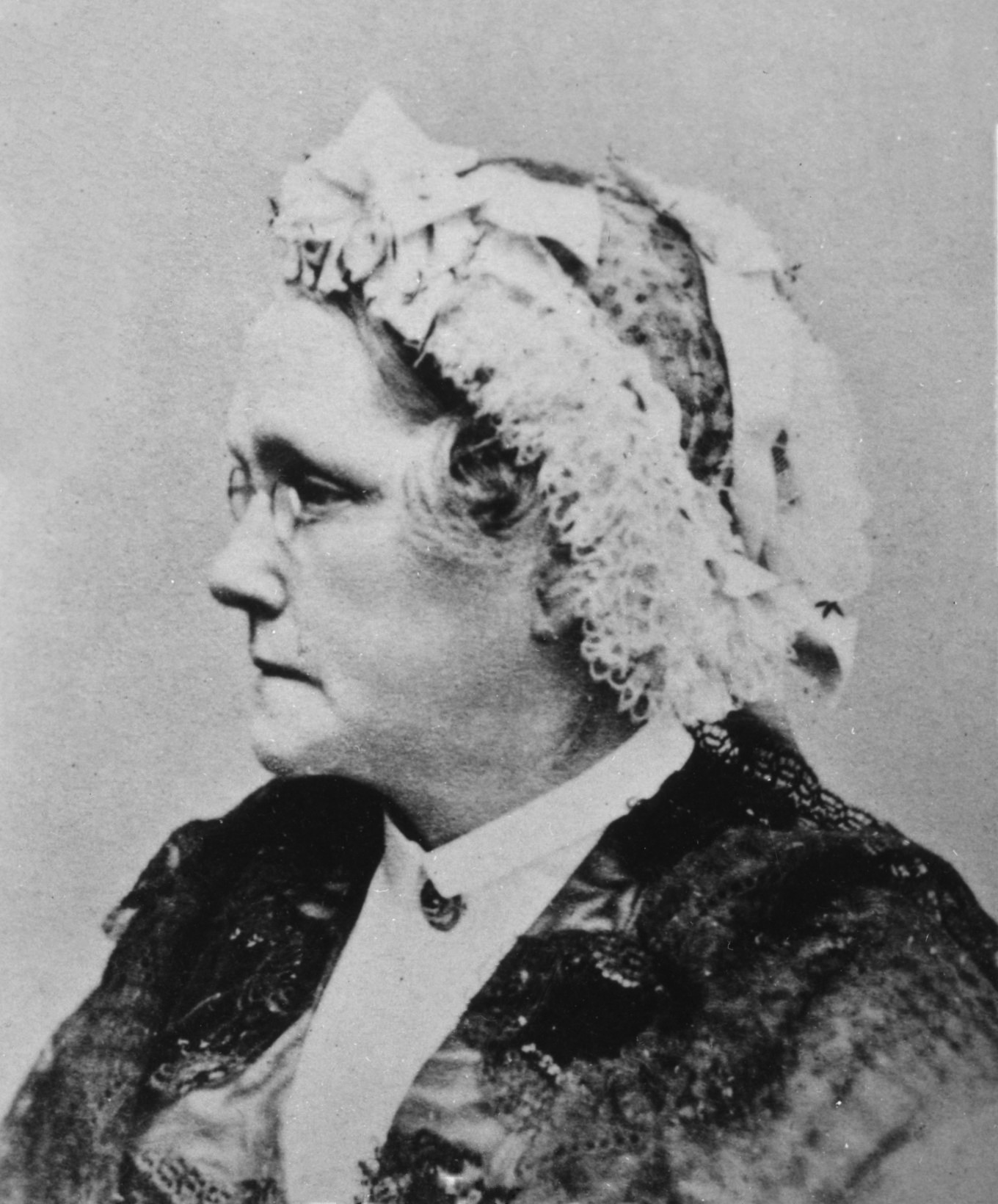
サラ・クーパー

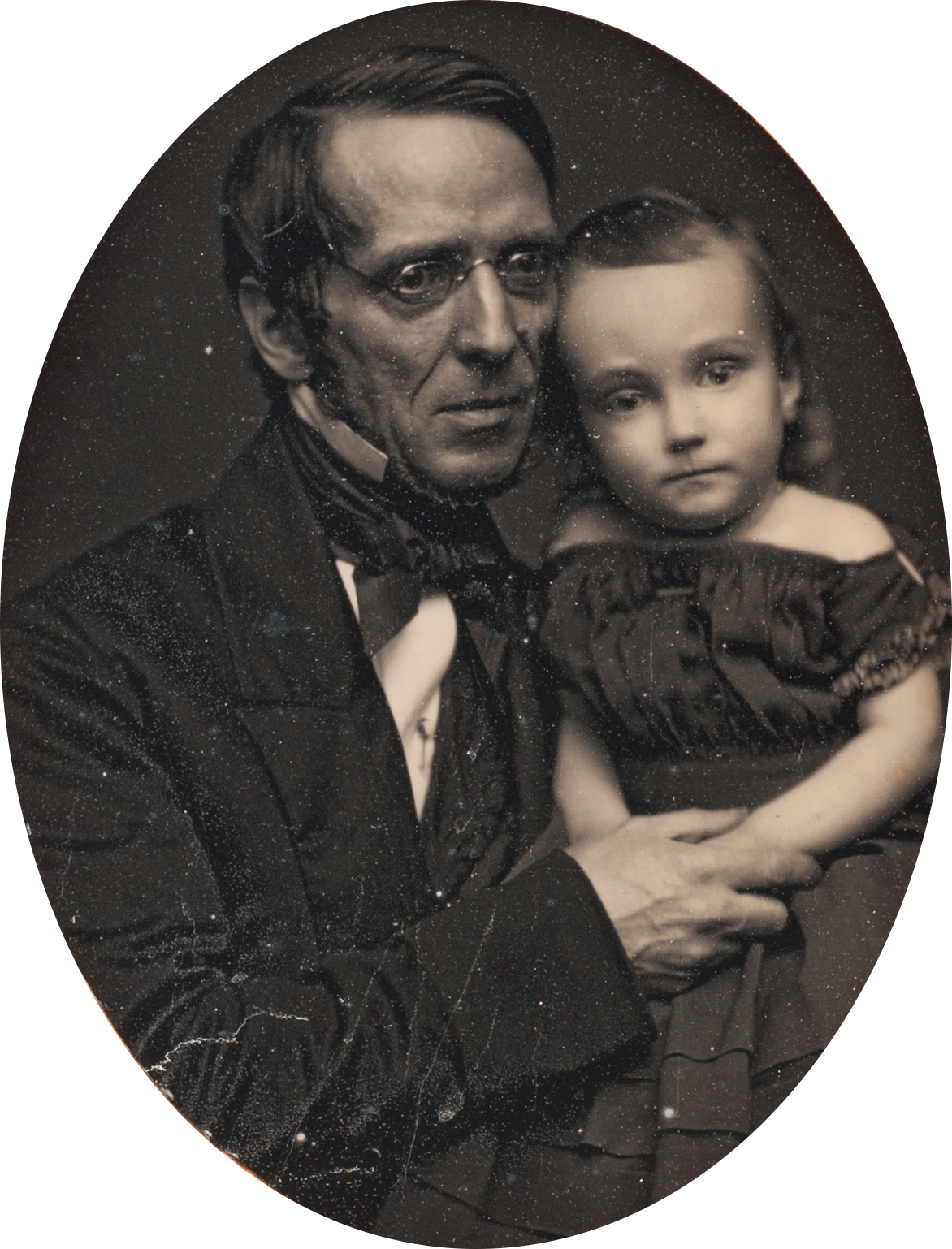
孫娘の1人と考えられている少女と一緒に写るピーター・クーパー

1813年にクーパーはサラ・ベデル（Sarah Bedell、1793年 - 1869年）と結婚し、息子のエドワードと娘のサラ・アメリア (Sarah Amelia) を儲けた。エドワードは後にニューヨーク市長となり、またサラ・アメリアの夫エイブラム・ヒューイットも発明や産業界において大きな関与をした人物であった。
クーパーの孫娘である、サラ・クーパー・ヒューイット、エレノア・ガーニア・ヒューイット、エイミー・ヒューイット・グリーンはクーパー・ヒューイット国立デザイン博物館（当時はクーパー・ヒューイット博物館という名前であった）を1895年に設立した。当初はクーパー・ユニオンの一部であったが、1967年からはスミソニアン博物館の一部となっている。

## 宗教観
クーパーはユニテリアン主義の信者で、ヘンリー・ホイットニー・ベロウズの礼拝に定期的に出席していた。宗教観は普遍主義で無宗派主義であった。1873年に彼は以下のように記している。
キリスト教の教師たちが束縛する力や矛盾する教義や人間の意思の体系を超越する日のことを私は考えている。その時彼らは神の慈悲により人類を政府の愛に調和させるよう懇願するであろう。現在、そして今後人類の心に天の王国をもたらしうる唯一の政府である。

## クーパー・ユニオン
クーパーは長年にわたって成人教育に関心を持っていた。彼はパブリックスクール協会の会長を務めていた。パブリックスクール協会はニューヨークにおいて市の予算でフリースクールを運営することができた民間組織で、1848年に夜間学校を開設している。クーパーは、パリのエコール・ポリテクニークに似た無料の学校をニューヨークに設立するという考えを思い立った。そこでは無料で成人に対して機械工学や科学などの実用的な教育を提供し、労働者階級の若い男女が事業で成功する援助をしようとしていた。
彼は1853年に、ニューヨークにおいて私立大学の科学技術発展のためのクーパー・ユニオンに着工し、1859年に60万ドルの費用をかけた建物が完成した。クーパー・ユニオンでは男女とも同様に学べる自由入学制の夜間クラスを開講し、2,000人ほどの受講者が最初の開講を受講したが、600人は後に脱落した。講義は無宗教で、女性も男性と同様に取り扱われたが、生徒の95パーセントは男性であった。クーパーは女性用の芸術学校も設立し、昼間に版画、石版刷り、陶器の絵付け、素描といった講義を開講した。
この新しい学校はすぐにコミュニティにとって重要なものとなった。グレート・ホールは当時喫緊の都市の問題について討論することができる場で、一風変わった、急進的な考えであっても排除されることは無かった。これに加えてクーパー・ユニオンの図書館は、近くのアスター図書館、マーカンタイル図書館、ニューヨーク・ソサエティ図書館などと異なり夜10時まで開いており、これは働く人々が仕事を終えたのちに利用できるようにしたものであった。
こんにち、クーパー・ユニオンは建築・工学・芸術などの分野ではアメリカでも先進的な大学として認識されている。ピーター・クーパーの大学教育は無料であるべきとの信念を受け継いで、クーパー・ユニオンはすべての学生に全額奨学金を支給している。

## 死と遺産
ピーター・クーパーは1883年4月4日に92歳で亡くなった。ブルックリン区のグリーンウッド墓地に埋葬された。
クーパー・ユニオンの他に、マンハッタンの共同住宅、ストイフェサント・タウン＝ピーター・クーパー・ビレッジが彼の名にちなんで命名されている。